# Jacques Grandchamp
Pour les articles homonymes, voir Grandchamp.
Jacques Grandchamp, est le nom de plume de Charlotte Phoyeu, née le 27 juin 1885à Vitré (Ille-et-Vilaine), décédée le 21 février 1956 à Paramé (Ille-et-Vilaine). Écrivain de langue française, elle est l'auteur de romans sentimentaux pour jeunes filles, publiés essentiellement dans la Collection Stella, connue également sous les pseudonymes de Jacqueline Mie, Marguerite des Murons, Joséphine, Véga, Rose-France, Jacotte.

## Biographie succincte
Marguerite Marie Josèphe Anne Charlotte Phoyeu est la troisième enfant du commandant Eugène Phoyeu - né le 22 mars 1852 à Paris, décédé le 11 novembre 1903 à Lérouville (Meuse) - et de Nancy Jouannet.
Elle est la sœur d'Eugène Phoyeu (1er février 1882 à Vitré - 27 août 1914 à Sailly-Saillisel dans la Somme).
Infirmière de la Croix Rouge Française pendant trente-six ans, elle passe la plus grande partie de sa vie à Rennes où elle dirige l'école d'infirmières visiteuses d'hygiène sociale de l'enfance. 
Elle sera secrétaire générale du Comité National de l'Enfance.
Charlotte Phoyeu a été membre de la Société des gens de lettres (SGDL) à partir de 1927.